# Миёнаду
Миёнаду (тадж. Миёнаду) — сельский населённый пункт (тадж. деҳа) в Сангворском районе РРП Таджикистана. Входит в состав сельской общины (джамоата) Заршуён (бывший Сангвор), его административный центр. Расстояние от села до центра района (село Тавильдара) — 45 км. Население — 611 человек (2017 г.), таджики. Население в основном занято сельским хозяйством (животноводство и растениводство). Земли орошаются главным образом водами горных источников.